# Armoiries du Liechtenstein
Le blason est celui du prince (en allemand « Fürst »), il est également utilisé par toute sa famille. On aperçoit dans ce blason, conjointement avec les emblèmes à proprement parler du pays, des symboles de divers territoires européens qui, dans le passé se sont alliés avec la famille princière régnante :
Le premier quart contient le blason de la Silésie ; le second symbolise la famille Kuenring (de), qui ressemble aux armes de la maison de Saxe  mais ne doit pas être confondu avec elles; le troisième, symbolise le duché de Troppau (aujourd'hui Opava (Tchéquie)) et le quatrième représente le comté de Rietberg. A la pointe du blason figurent les armes du duché de Krnov. L'écusson central d'or (jaune) et gueules (rouge) est celui de la maison de Liechtenstein.
Les armoiries de la principauté sont fixées par la loi du 30 juin 1982.